# Occidentalism
Occidentalismul (în arabă الاستغراب) sau orientalismul în oglindă este o disciplină de cercetare care își propune să efectueze un studiu critic al culturii europene dintr-o perspectivă neeuropeană, neoccidentală. Acesta apare în secolul al XIX-lea în urma atacului cultural pe care Europa a început să-l poarte împotriva țărilor din Orientul Mijlociu prin fenomenul de occidentalizare. Xiaomei Chen, autoarea lucrării Occidentalism: A Theory of Counter Discourse in Post-Mao China, a definit occidentalismul drept o imagine motivată politic și cultural a culturii celuilalt. 

## Scurt istoric
Inițiatorul acestui științe este Hassan Hanafi, care a publicat și o lucrare de referință în acest sens "Muqaddimatun fī ʹilmi-l-ʹistiġrābi" (Introducere în Știința Occidentalismului). Potrivit autorului, o mare parte din generațiile de intelectuali de la renașterea arabă a început să fie influențată major de cultura occidentală: "Moștenirea occidentală a devenit unul dintre stâlpii de susținere ai culturii noastre contemporane, o influență asupra modului în care unii dintre intelectualii arabi percep lumea.” Cunoașterea   Occidentului   este necesară ca urmare a contactelor care se stabilesc între cele două civilizații de mai bine de două sute de ani. În lucrarea sa, Hanafi afirmă că raportul dintre cele două culturi este bazat pe complexul de inferioritate al Orientului față de cultura occidentală, complex care este resimțit până în prezent. Astfel, occidentalismul apare pentru a finaliza procesul de decolonizare. În viziunea lui Hanafi, decolonizarea militară, economică și politică a Orientului, ar fi incompletă fără decolonizarea științifică și culturală: "Atâta timp cât țările colonizate sunt obiecte de studiu înainte sau după colonizare, decolonizarea va fi incompletă. Aceasta nu va fi finalizată decât după eliberarea obiectului pentru a deveni subiect și transformarea celui observat în cel care observă. Obiectul de studiu în orientalism devine subiectul care studiază în occidentalism. Nu există vreun subiect sau obiect de studiu etern. Totul depinde de relația dintre popoare și culturi, iar de-a lungul istoriei rolurile se schimbă. Popoarele din   Antichitate din China, India, Persia, Babilonia, Egipt   aveau rolul de cercetători. În perioada clasică islamică europenii erau cei care serveau ca obiect de studiu, însă, ulterior, în epoca modernă funcțiile s-au schimbat iar lumea musulmană a început să facă parte din temele unor numeroase cercetări occidentale."  Cu alte cuvinte, sfârșitul Orientalismului, respectiv începutul Occidentalismului presupune un schimb de roluri, pentru a treia oară, în relația de tipul subiect-obiect, între sine și celălalt (`aḫar-`anā). 

## Reprezentări aleOccidentului
Extinderea imperialismului european în secolele  XVIII - XIX, a stabilit, reprezentat și definit existența unei "lumi orientale" și a unei "lumi occidentale". Stereotipurile occidentale apar în lucrările artei indiene, chineze și japoneze din acele vremuri. În același timp, influența occidentală în politică, cultură, economie și știință a ajuns să fie construită printr-o geografie imaginativă a Occidentului și a Orientului. Astfel, iau naștere cele două domenii de știință, orientalismul, respectiv occidentalismul, care au rolul de a crea imagini despre cultura celuilalt, apelând la   stereotipuri   pentru organizarea cantităților mari de informații și asigurarea stabilității și abstractizării lor.   În acest sens, Orientalismul a construit multe imagini despre Orient, cele mai întâlnite fiind cele de:negri, despotism oriental, mentalitate primitivă, sălbatică, gândire semitică sau nomadă, violență, fanatism, subdezvoltare, dependență, sectarism, tradiționalism, conservatorism. Odată ce celălalt (`aḫar) este portretizat, devine ușor de manevrat, și în acest fel, se justifică orice acțiune a sinelui (`anā), imaginea celuilalt fiind o țintă pe care o vizează sinele. De asemenea, sinele (al-ġarb, Occidentul) își promovează o imagine proprie, schițată, la fel ca în cazul Orientului, pe baza unor anumite particularități, cum ar fi: albi, occidentali, democrație, gândire logică, civilizație, arianism, pace, toleranță, dezvoltare, chiar supradezvoltare, independență,  laicitate , modernitate, progres. 

## Complexul de inferioritate față de Occident
Prin puterea și controlul asupra mijloacelor de informare în masă pe care o deține Occidentul, perpetuarea și repetarea acestei imagini duble a fost făcută cu scopul de a-l înarma pe sine și al dezarma pe celălalt, creând în acest fel un complex permanent de inferioritate între cele două culturi, între Orient și Occident.  Dacă orientalismul este creația centrului (al-markaz), atunci occidentalismul este creația periferiilor (al-`aṭrāf). Astfel, centrul a fost mereu privilegiat în istoria științelor, artelor și culturilor, în timp ce periferia a fost marginalizată. Cu alte cuvinte, centrul observă și conceptualizează, iar periferia consumă: "În centru se află stăpânul, iar în periferie ucenicul. Occidentalismul ca nouă știință dorește să schimbe rolurile dintre cele două culturi." 
Hanafi expune condițiile în care s-a dezvoltat Orientalismul, fiind de părere că acesta a luat naștere într-o cultură rasistă, ce își exprimă europocentrismul bazat pe mândrie istorică și superioritate organică. Occidentalismul apare ca să corecteze tipul acesta de relație bazată pe superioritate și dorește să demonstreze că poate exista una construită pe principii sănătoase de egalitate, în locul celei dezvoltate pe complexul de inferioritate al Orientului față de Occident: "Istoria lumii a fost scrisă ca și cum Occidentul ar fi atât centrul Universului, cât și sfârșitul istoriei. Istoria civilizațiilor antice a fost redusă la minimum, iar istoria epocii moderne în Occident este întinsă până la maximum. Trei mii de ani de Orient sunt rezumați într-un singur capitol, în timp ce cinci sute de ani de istorie ai Vestului modern sunt expuși în mai multe capitole. Orientalismul a fost victima filosofiilor occidentale ale istoriei, care au conceput Europa drept vârful tuturor civilizațiilor, precum fructele din epoca modernă după plantarea semințelor în vremurile străvechi, precum perfecționarea lucrurilor după abrogarea tuturor imperfecțiunilor sau precum un Hristos unic după profeții lui Israel"  Vestul este luat drept un model de modernizare în Africa,Asia și America Latină, stilul de viață occidental devenind foarte comun în țările neoccidentale, în special în rândul claselor dominante. Aceste tendințe de occidentalizare au generat alte tendințe, pe cele antioccidentale, așa cum apar în religie, conservatorism și fundamentalism. În mare parte, occidentalismul este o apărare a caracterului și a culturii naționale, dar și a stilului de viață, împotriva înstrăinării și a neloialității. 

### Europocentrismul
Politologului egiptean Abdel-Malek afirmă că în perioada cuprinsă între secolele XVIII și XX, disciplinele umaniste sunt răspândite de trei mari tendințe consecvente: cea a Europei de a-și afirma supremația, europocentrismul si antropocentrismul.  Edward Said susține că aceasta era calea după care se îndruma rasa albă, în funcție de celelalte culturi. Astfel, ia naștere concepția de superioritate rasială, care legitimează veleitățile Occidentului de control și dominație asupra țărilor din Orientul Mijlociu. Procesul de europocentrism este studiat si de Hassan Hanafi, care îl leagă de procesul de aculturație al popoarelor ne-europene. Acest concept este regăsit în lucrarea sa sub formă de al-markaziyyat al-ʹurūbiyyat și face referire la poziția de superioritate a Europei, care comparativ cu civilizațiile orientale, se consideră înaintată din punct de vedere cultural. Prin urmare, Europa devine din secolul al XIX-lea centrul (al-markaz), care propagă și le impune statelor din afara spațiului european, un șablon cultural, fiind considerat singura cale de progres.  Conform autorului, Occidentul se află în această perioadă într-o stare continuă de suzeranitate culturală față de (al-ʹaṭrāf), periferii, în cazul de față țările Orientului, acestea din urmă având un complex de inferioritate ce se propagă până în zilele noastre. 

### Occidentul, model de urmat
În lumea a treia, cultura națională este împărțită în două mari tendințe antagoniste, fiecare fiind schițată ca cea de-adevărata reprezentantă a poporului. Astfel, prima orientare este manifestată în numele modernității, iar cea de-a doua în numele tradiției. În ceea ce privește lumea arabă, Occidentul este perceput drept un model de urmat în toate cele trei tendințe ale gândirii arabe moderne: în cazul reformei religioase fondată de Al-Afġāni, al scientismului și al liberalității politice, cea din urmă fiind concepută de Ṭahṭāwī. Domeniile în care Vestul este considerat un șablon sunt vaste, precum cel al cunoașterii, puterii, industriei, urbanismului, democrației, sistemului pluripartidist, constituției, libertății de exprimare și al drepturilor omului, toate aceste caracteristici formând de fapt imaginea Europei din perioada Iluministă. De pildă, în timpul epocii de eliberare națională, construcția statului național s-a bazat pe științele moderne preluate din Vest. Rolul intelectualilor și al oamenilor de știință era de a transfera știința, arta și literatura din Vest în lumea neoccidentală.